# Mateusz Skutnik
Mateusz Skutnik (* 26. července 1976 Poznaň) je polský kreslíř, grafik a programátor počítačových her. Za svou tvorbu obdržel řadu cen v Polsku i v zahraničí.

## Život
Vystudoval architekturu na Fakultě architektury Technické univerzity v Gdaňsku (diplom 2001). Již od dětství (sám udává, že od roku 1987) kreslil komiksy, od 90. let je začal publikovat. Nyní žije v Gdaňsku. Od roku 2005 začal programovat hry. Jeho nejúspěšnější herní série je Submachine. Od roku 2008 je samostatně výdělečně činný, nyní vlastní firmu PastelGames.

## Dílo

### Samostatná komiksová alba
- Rewolucje, Egmont Polska, 2004 až 2006 (4 svazky)
- Morfołaki, Imago.com.pl, 2004 a 2005 (2 svazky)
- Blaki, Timof i cisi wspólnicy, 2005
- Wyznania właściciela kantoru, Timof i cisi wpólnicy, 2006
- Alicja, Timof i cisi wpólnicy, 2006
- Czaki, Timof i cisi wpólnicy, 2007 (4. vydání)
- Pan Blaki, Znak, 2007
- Morfołaki, Timof i cisi wpólnicy, 2007
- Blaki. Paski, Kultura gniewu, 2008

### Vícedílné herní série
- Submachine (10dílná série původně vycházející od října 2005 do prosince 2015. V říjnu 2023 vyšel remake „Submachine: Legacy”, který všechny předchozí díly spojuje do jedné hry.)
- Covert Front (4dílná série, poslední vyšel v roce 2012. Děj se odehrává v roce 1904, cílem je nalezení uneseného vědce a zajmutí únosců.)
- Daymare Town (4dílná série, ve zdánlivě opuštěném městě hráč řeší hádanky a pomáhá dalším postavám)
- 10 Gnomes (hráč hledá na černobílých fotkách kreslené trpaslíky, kterých lze najít až 10. 12 dílů vyšlo v roce 2008, dalších 12 vydání následovalo mezi lety 2010–⁠2021, vždy z turistických míst, která autor ten rok navštívil.)
- Mr. MothBall
- Squirrel Family
- Where is...
- Mission to...

### Jednotlivé hry
- Calligraphic
- Bunny Catch Those Eggs
- Warfare Transporter
- Snowboards Stunts
- Moths
- Iron Works
- Absolute 0
- Pigeon Phew
- Garden Door

### Filmy
- Kinematograph (Námět z komiksového alba Rewolucje: Monochrom, podíl na scénáři)

### Výstavy výtvarné tvorby
- Galeria Modelarnia (Gdaňsk)
- Galeria Karowa (Varšava)
- Small Press Expo (Stockholm)
- výstava „Współczesny Komiks Polski 1991-1997“ (Toruň)
- Saint Gervais (Ženeva)
- Festival Koma (Brno)[1]

### Jiné dílo
- Viva la Vida, cyklus akvarelů na motivy života Fridy Kahlo

## Ocenění
- Album roku 2006 Mezinárodního komiksového festivalu za komiksové album Blaki
- Nejlepší hra roku 2007 portálu JayIsGames.com v kategorii „point and click“ za 4. díl herní série Submachine[2]
- Flashová hra měsíce v únoru 2008 podle výběru magazínu GEE: Mission to Mars[3]
- Cena čtenářů (Audience Award) 2008 portálu JayIsGames.com v kategorii adventur za 5. díl herní série Submachine[4]
- Sztorm roku 2008 v kategorii „film a multimedia“ za herní sérii 10 Gnomes[5]
- 1. místo v CGDC #8, za flashovou hru Submachine 32 Chambers